# Emilio Izaguirre
Emilio Izaguirre, dit Emilio, est un footballeur international hondurien né à Tegucigalpa le 10 mai 1986.

## Biographie
Il faisait partie de l'équipe nationale dans la Coupe du monde des moins de 20 ans aux Pays-Bas.
Le 22 juillet 2008 il fait un essai de 17 jours avec Ipswich Town mais ne reçu pas l'autorisation de son club, il ne pouvait pas jouer en championnat, ni signer un contrat.
En 2010, il rejoint le Celtic Glasgow. Il fait ses débuts dans le championnat écossais le 29 août 2010 à l'occasion d'une victoire du Celtic face à Motherwell.
Le 2 mai 2011, il est élu meilleur joueur de la Premier League écossaise. Il succède à Steven Davis.
Le 25 juillet 2017, il rejoint Al-Fayha.

## Palmarès
- CD Motagua
  - Vainqueur du Championnat du Honduras : 2007 (O)
  - Vainqueur de la Copa Interclubes UNCAF : 2007
- Celtic FC
  - Champion d'Écosse : 2012, 2013, 2014, 2015, 2016 et 2017 et 2019.
  - Vainqueur de la Coupe d'Écosse : 2011 et 2017
  - Vainqueur de la Coupe de la Ligue écossaise en 2015,2016 et 2017

### Personnel
- Membre de l'équipe-type de Scottish Premier League en 2011